# Скелетон на зимних Олимпийских играх 1928
Соревнования по скелетону на зимних Олимпийских играх 1928 в Санкт-Морице прошли на трассе «Креста Ран». Был разыгран 1 комплект наград. Соревнования выиграл американец Дженнисон Хитон, а его брат Джон получил серебряную медаль. Бронзовая медаль досталась англичанину Дэвиду Карнеги.

## Медалисты
| Вид     | Золото              | Серебро        | Бронза                       |
| ------- | ------------------- | -------------- | ---------------------------- |
| Мужчины | Дженнисон Хитон США | Джон Хитон США | Дэвид Карнеги Великобритания |